# 戲論
戲論，佛教術語，意指無法使人趨向解脫的世間言論或學問。通常可以分成渴愛、慢、及邪見三種，又稱執取法。

## 概論
在巴利文與梵文中，戲論（papañca）的字面意思，有延長、增長或多樣化的涵義。
依大日經疏：「戲論者，如世戲人以散亂心動作種種身口，但悅前人而無實義。今妄見者所作者亦同於此，故名戲論也。」，因此戲論被用來指那些言詞像耍戲般炫人而不堪推敲義涵的言論。

## 分類

### 二種戲論
愛戲論與見戲論。

### 六種戲論
顛倒戲論，唐捐戲論，諍競戲論，於他分別勝劣戲論，分別工巧養命戲論，耽染世間財食戲論。